# Quatuor à cordes no 3 de Glazounov
Pour les articles homonymes, voir Quatuor à cordes no 3.
Le Quatuor à cordes no 3 en sol majeur « Slave » op. 26 G 63, est un quatuor pour deux violons, alto et violoncelle d'Alexandre Glazounov. Composé en 1886-1888, le Quatuor Slave reste un succès.

## Contexte et création
Ce n'est qu'après sa création chez Mitrofan Belaïev que la suite prend pour titre celui de quatuor à cordes no 3. Cette fois, c'est le style slave que cherche à reproduire Alexandre Glazounov, dans une recherche de la couleur locale. Ce quatuor demande une exigence qui ne sera atteinte à nouveau que par les quatuor de guerre de Dmitri Chostakovitch. De par ses qualités, le Quatuor Slave demeure un succès constant. Il disparaît cependant des programmes à partir de 1950.

## Structure
L'œuvre comprend quatre mouvements :
1. Moderato « Jeudi »
2. Interlude
3. Alla mazurka
4. Finale

La durée d'exécution est d'environ vingt-sept minutes.

## Analyse
Malgré une composition hiératique, le quatuor ne manque pas d'unité.

### Moderato
Ce mouvement, sous-titré « Jeudi », a d'abord été écrit comme une pièce indépendante en avril 1886 avant d'être intégrée au quatuor.

### Interlude
Le 10 juillet 1886, Alexandre Glazounov achève d'écrire un arrangement d'une chanson populaire espagnole, El pano, qu'il supprimera ensuite pour ne laisser qu'un prélude qui devient le deuxième mouvement du quatuor. Ce mouvement est celui qui, sur le plan de l'écriture musicale, est le plus avancé.

### Alla mazurka
Le troisième mouvement est achevé le 7 novembre 1887.

### Finale
C'est le 5 juillet 1888 que le compositeur achève la danse ukrainienne qui fait office de dernier mouvement. Ce mouvement sera ensuite orchestré sous le titre de Jour de fête slave.

## Source
- François-René Tranchefort, Guide  de la Musique de Chambre, Paris, Fayard, coll. « Les indispensables de la musique », 1998 (1re éd. 1989), 995 p. (ISBN 2-213-02403-0), p. 356.
- Walter Willson Cobbett (trad. de l'anglais par Marie-Stella Pâris, préf. Alain Pâris), Dictionnaire encyclopédique de la musique de chambre : A-J [« Cobbett's Cyclopedic Survey of Chamber Music »], t. 1, Paris, Robert Laffont, coll. « Bouquins », 1999 (1re éd. 1963), 1627 p. (ISBN 2-221-07847-0), p. 580